# Brygada Bombowa
Brygada Bombowa – wielka jednostka lotnictwa bombowego Wojska Polskiego.

## Historia brygady
Brygada Bombowa została sformowana na podstawie rozkazu L.dz. 143/Mob/S/Lot Sztabu Głównego z dnia 31 sierpnia 1939 roku. Dowództwo brygady zorganizowano w oparciu o dowództwo Zgrupowania Bombowego 1 pułku lotniczego. 31 sierpnia 1939 roku dowódca brygady zmienił numerację pododdziałów. Dowództwo brygady stacjonowało w Warszawie, a wysunięty rzut sztabu skierowany został do Dęblina.

## Obsada personalna dowództwa brygady
- dowódca brygady - płk dypl. obs. Władysław Eugeniusz Heller
- zastępca dowódcy brygady - ppłk pil. Michał Bokalski
- szef sztabu - mjr obs. Edward Młynarski
- oficer operacyjny - mjr pil. Stefan Floryanowicz
- oficer sztabu - mjr pil. Zygmunt Janicki
- oficer sztabu - kpt. obs. Stanisław Michowski
- oficer łączności - kpt. pil. Emil Fuhrman

## Organizacja wojenna brygady
- Dowództwo Brygady Bombowej
- II dywizjon bombowy lekki
- VI dywizjon bombowy lekki
- X dywizjon bombowy
- XV dywizjon bombowy
- 55 samodzielna eskadra bombowa
- pluton łącznikowy nr 4
- pluton łącznikowy nr 12

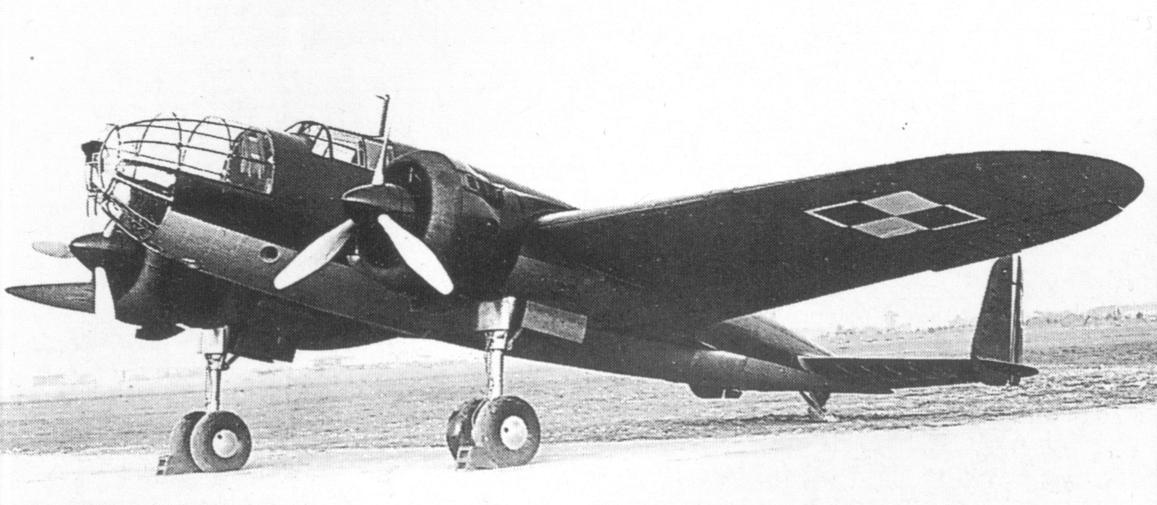
PZL.37 Łoś

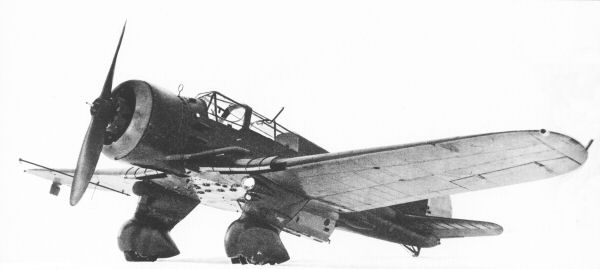
PZL.23 Karaś

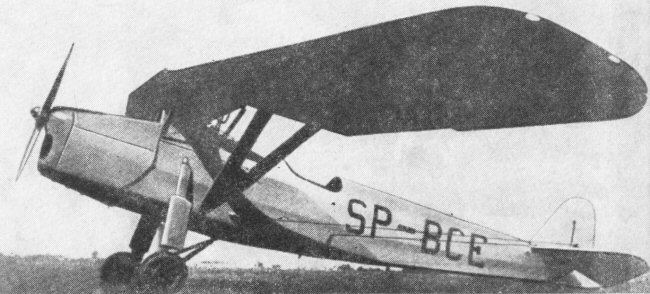
RWD-8

- kolumna samochodów ciężarowych nr 21
- kolumna samochodów ciężarowych nr 25
- pluton łączności lotnictwa bombowego nr 21
- pluton reflektorów szlakowych nr 22
- pluton warsztatowy nr 210
- pluton warsztatowy nr 215
- stacja meteo nr 12

Personal latający brygady liczył 402 żołnierzy, w tym 125 pilotów, 128 obserwatorów i 149 strzelców pokładowych. Na uzbrojeniu jednostki było 86 samolotów bojowych i 18 pomocniczych, w tym:
- 36 średnich samolotów bombowych PZL.37 Łoś,
- 50 lekkich samolotów bombowych PZL.23 Karaś,
- 9 samolotów transportowych Fokker F.VII,
- 9 samolotów łącznikowych RWD-8.

## Galeria

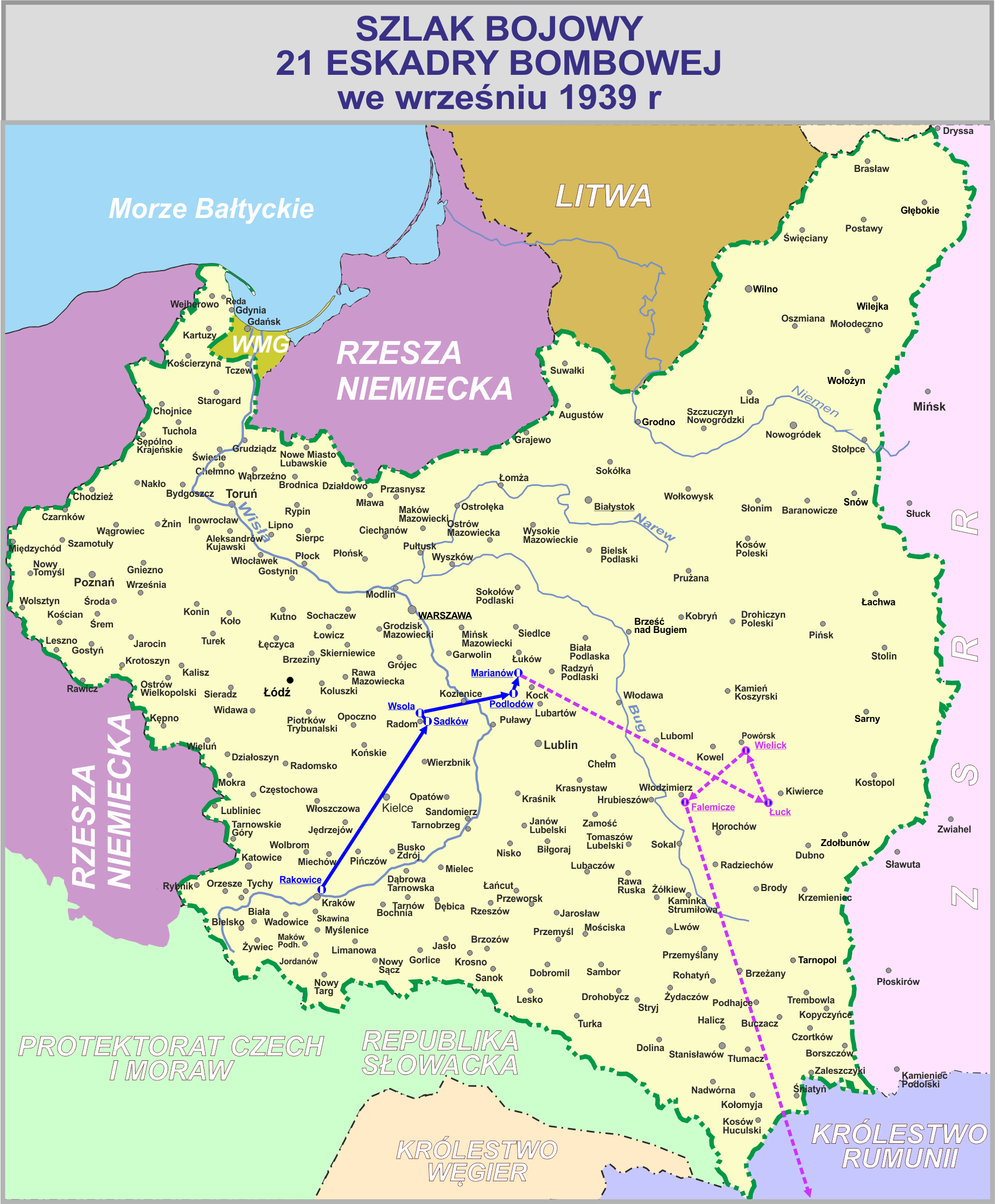
Szlak bojowy 21 eskadry bombowej we wrześniu 1939
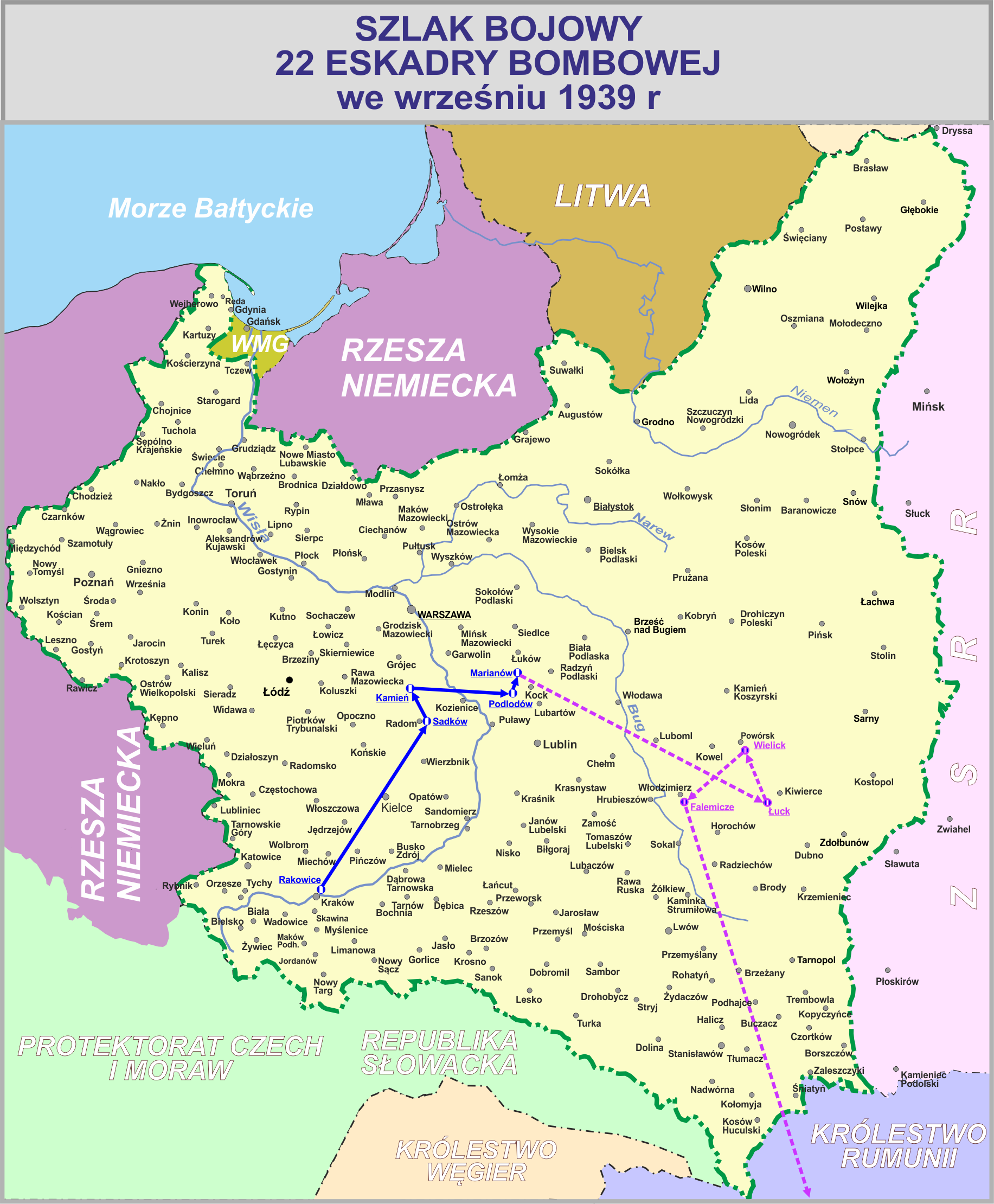
Szlak bojowy 22 eskadry bombowej we wrześniu 1939
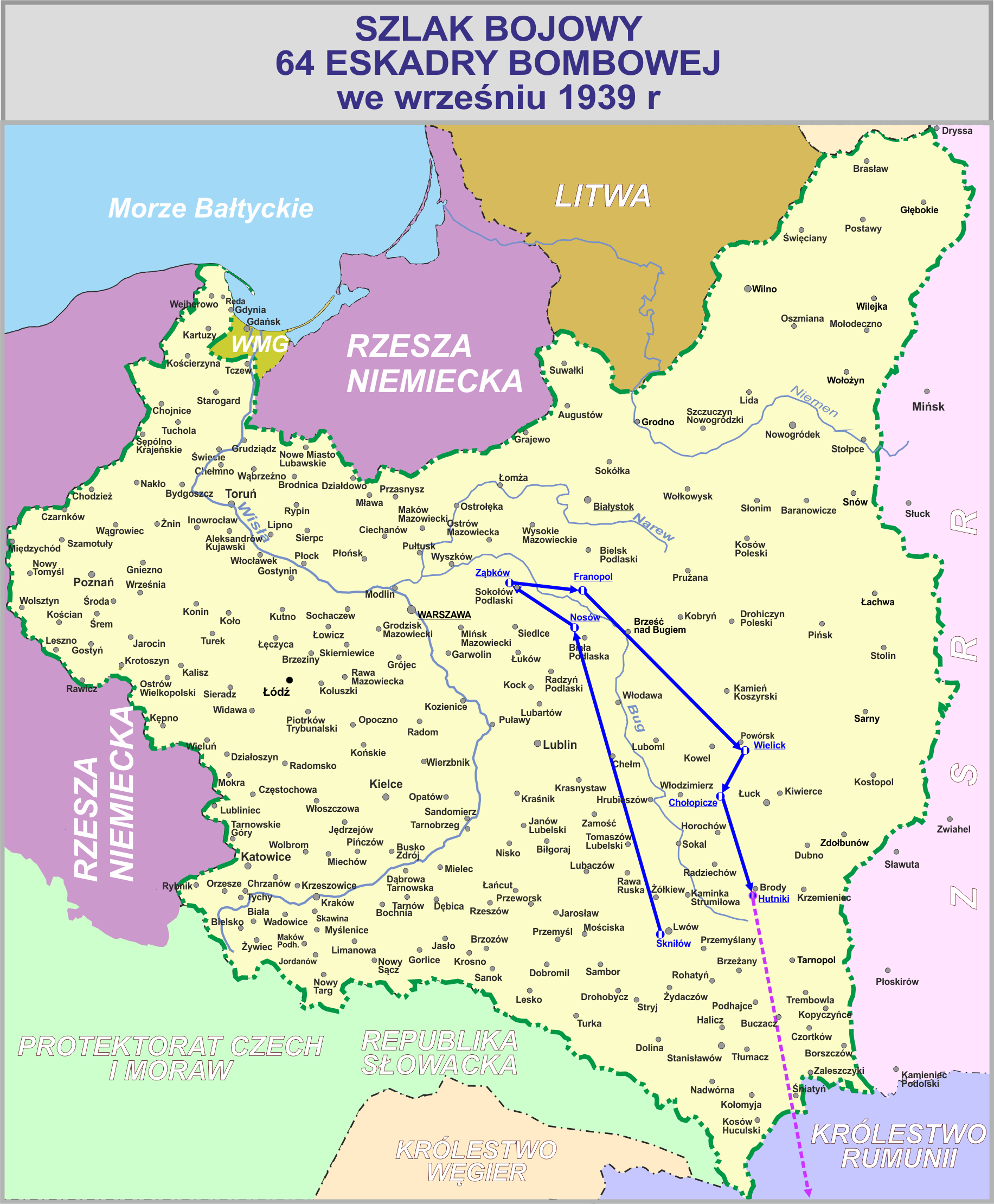
Szlak bojowy 64 eskadry bombowej we wrześniu 1939
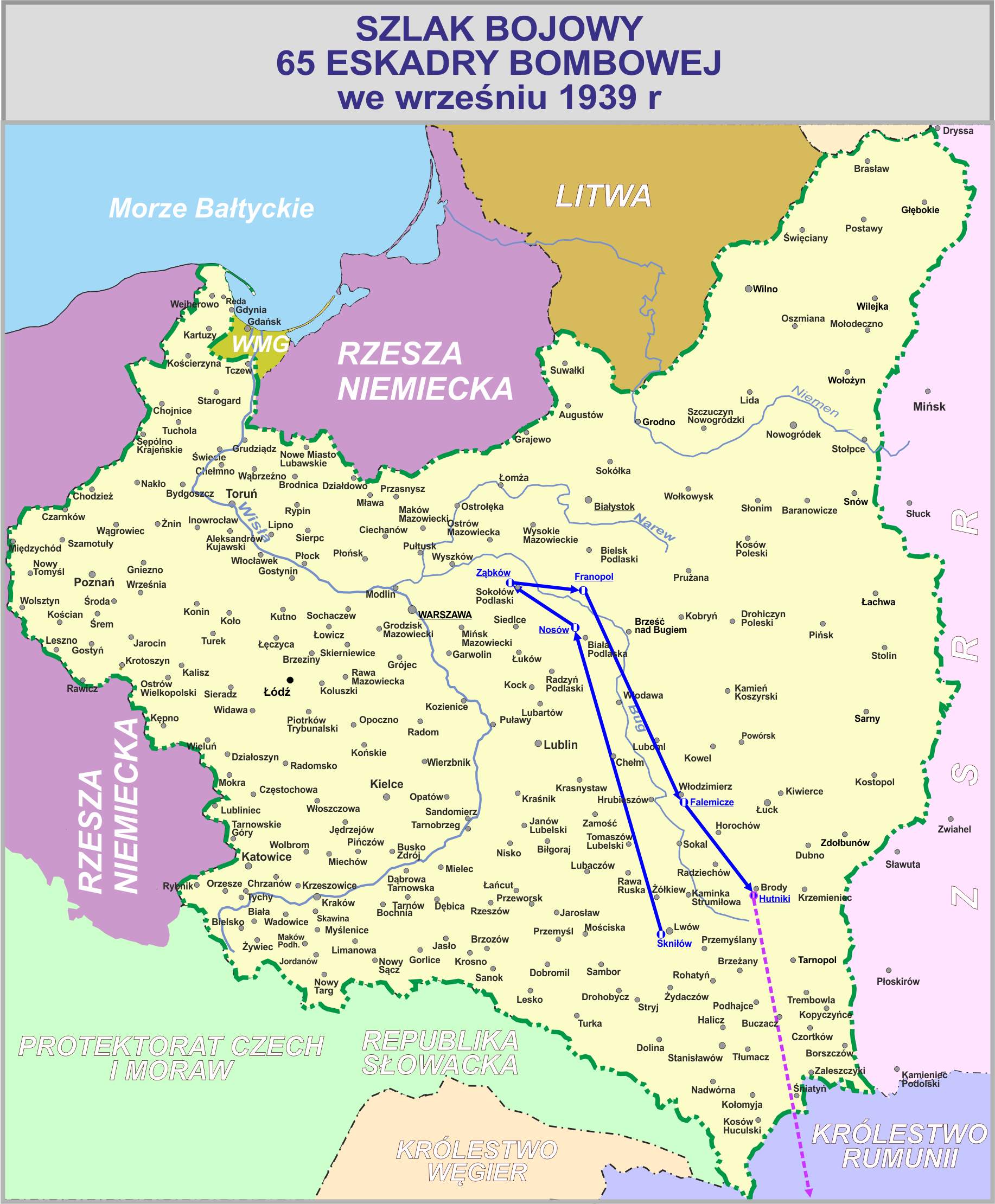
Szlak bojowy 65 eskadry bombowej we wrześniu 1939
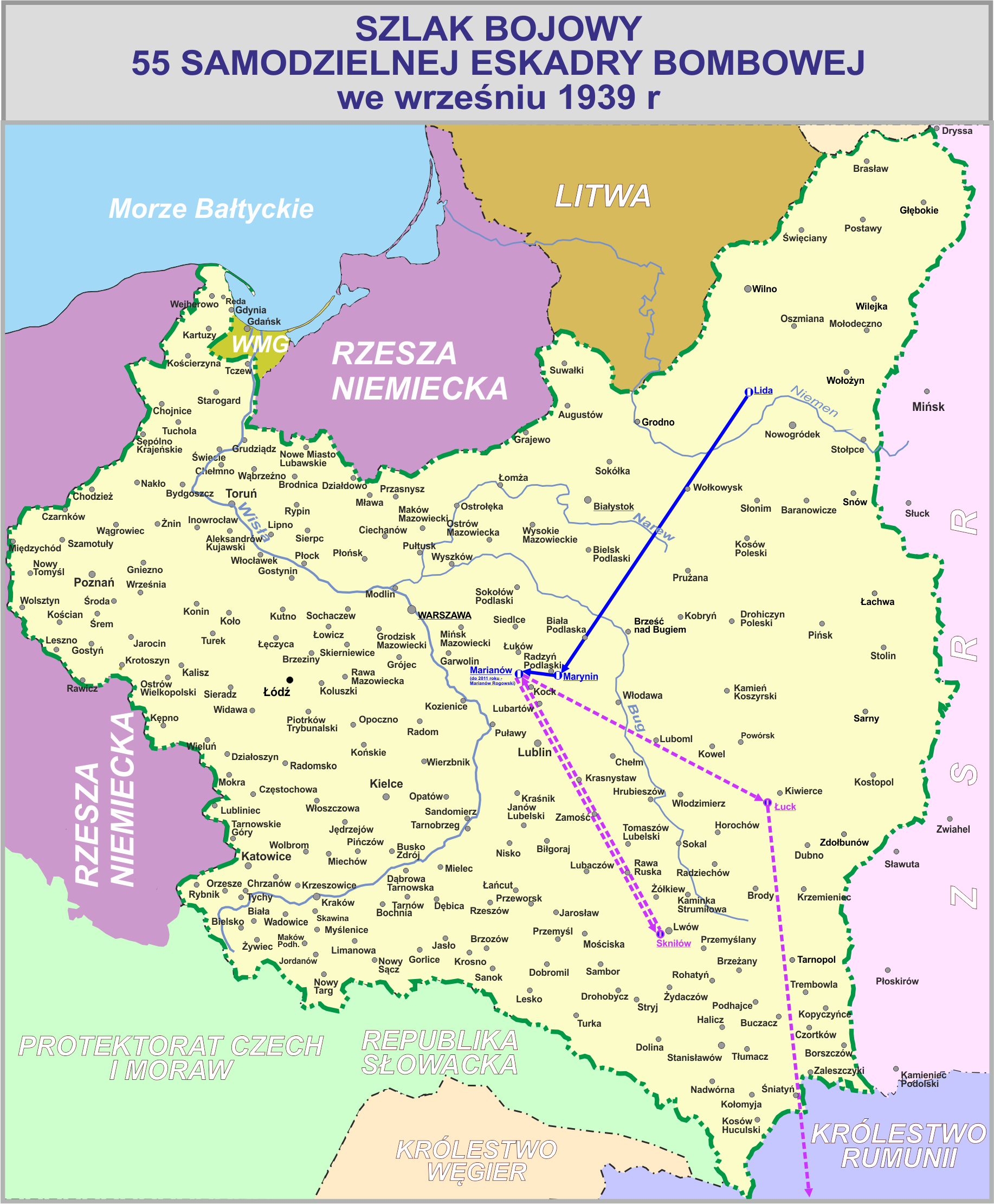
Szlak bojowy 55 samodzielnej eskadry bombowej we wrześniu 1939
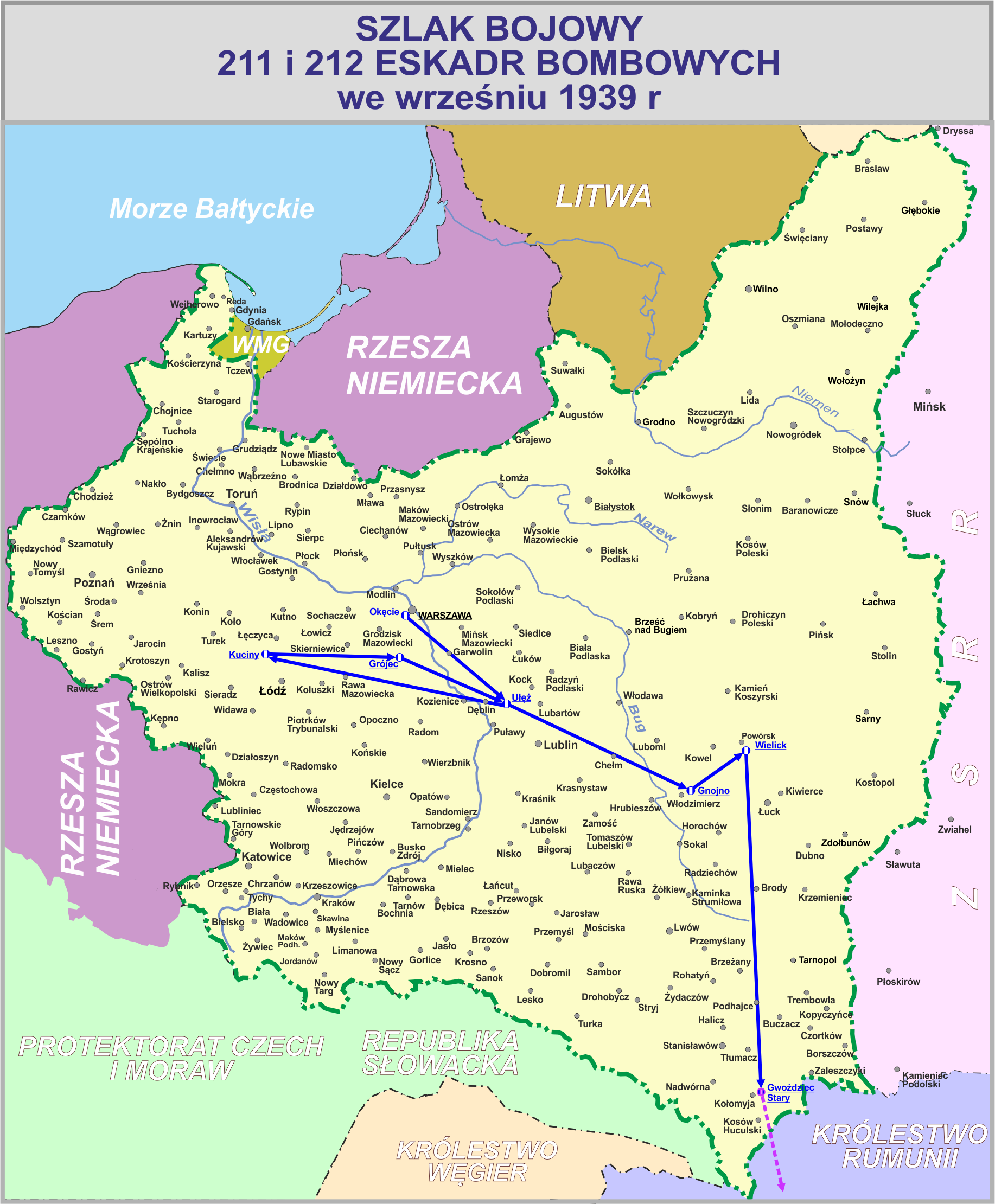
Szlak bojowy X dywizjonu bombowego
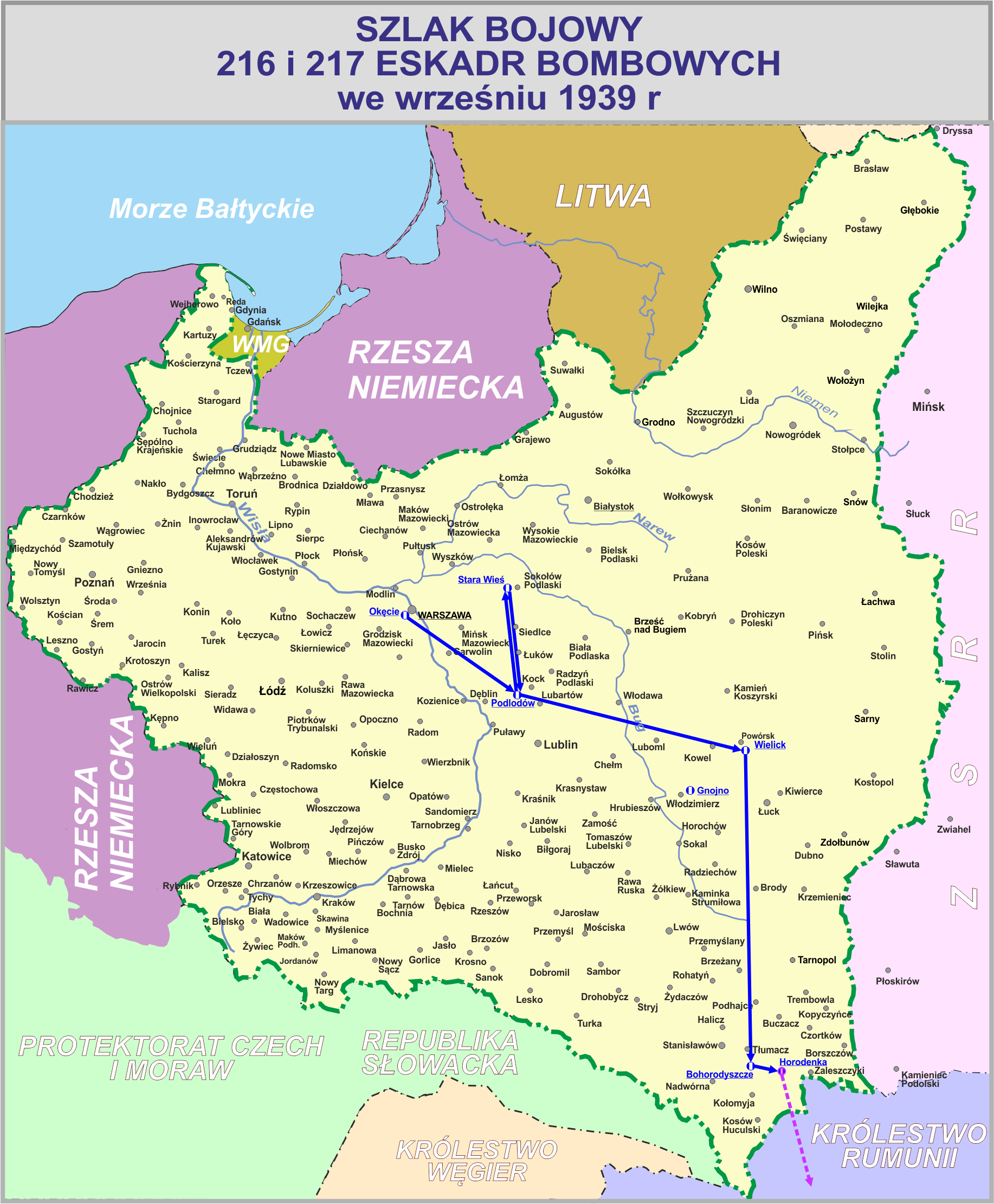
Szlak bojowy XV dywizjonu bombowego we wrześniu 1939